# رنه فرنی
رنه فرنی (به فرانسوی: René Frégni) نویسنده قرن بیستم میلادی اهل فرانسه است.